# Felix Lembersky
Felix Lembersky (Lublin, 11 de novembro de 1913 - 2 de dezembro de 1970) foi um pintor judeu russo.

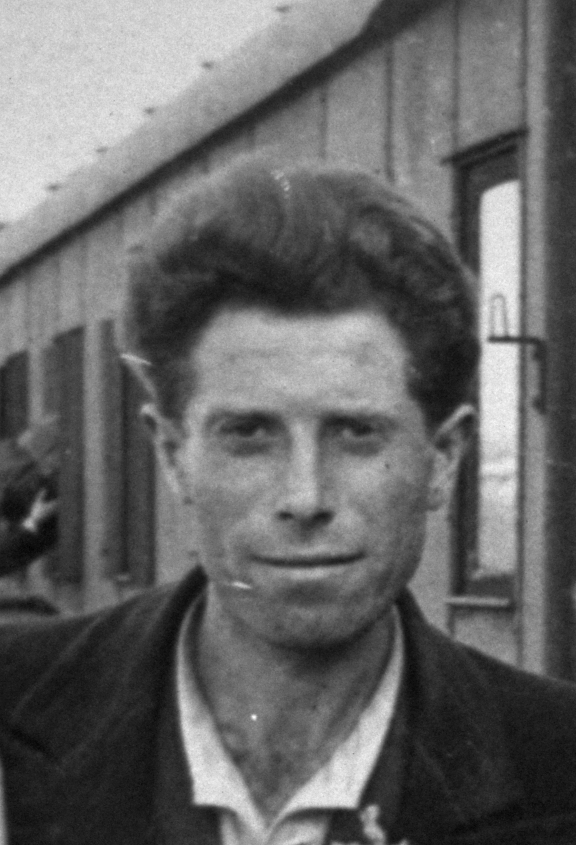
Felix Lembersky, photo, ca 1942-44

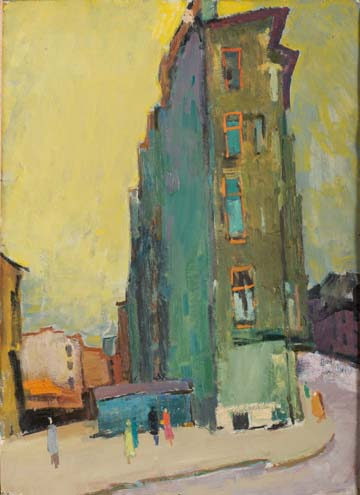
Felix Lembersky 1913-1970. Building Block after Gun Fire. Leningrad, 1959. Oil on board, 28 3/4 x 20 7/8 inches

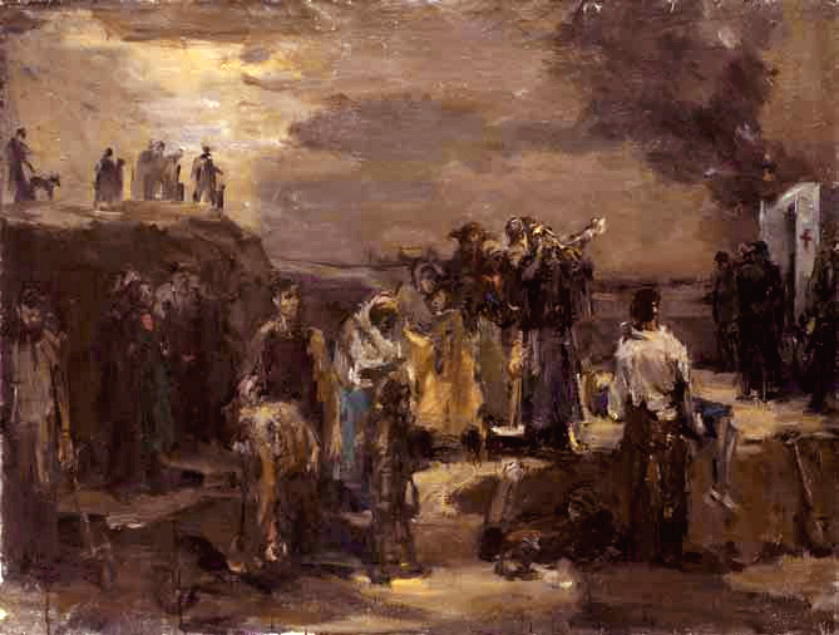
Felix Lembersky. Execution: Babi Yar, ca. 1944-1952. Oil on canvas

Ainda era uma criança quando começou a Primeira Guerra Mundial. A sua família fugiu para Berdychiv, na Ucrânia; mas a guerra seguiu-os. Após a guerra, veio a Revolução Russa de 1917 e a Guerra Civil Russa, juntamente com violência para com os judeus. Nos primórdios dos anos de 1930, Lembersky vivia e estudava em Kiev. Menos de uma década depois, a Alemanha nazista invadiu a União Soviética e Lembersky viveu novamente sob o terror a guerra e suas consequências. Os seus pais pereceram no Holocausto.